# 形式化方法
形式化方法，中文也稱形式方法、正規方法。在计算机科学和软件工程领域，形式化方法是基于数学的特种技术，适合于软件和硬件系统的描述、开发和验证。将形式化方法用于软件和硬件设计，是期望能够像其它工程学科一样，使用适当的数学分析以提高设计的可靠性和強健性。但是，由于采用形式化方法的成本高意味着它们通常只用于开发注重安全性的高度整合的系统。